# Harald Maack

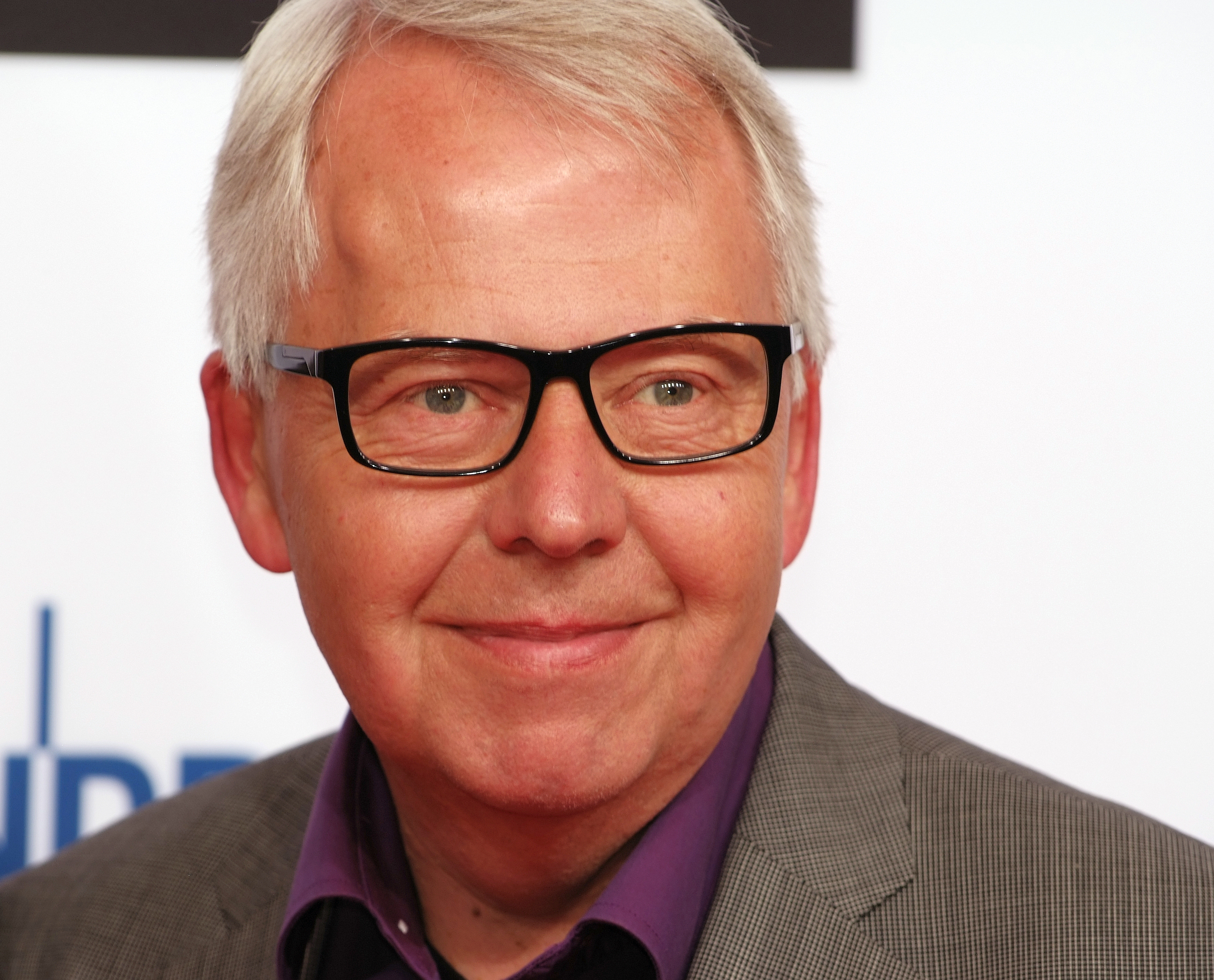
Harald Maack bei der Verleihung des Studio Hamburg Nachwuchspreises 2012

Harald Maack (* 12. November 1955 in Stelle) ist ein deutscher Schauspieler.

## Leben
Harald Maack wuchs in Niedersachsen auf. Nach dem Abitur absolvierte er zunächst eine Ausbildung zum Speditionskaufmann bei der Firma Lexzau, Scharbau GmbH & Co. in Hamburg.
1978 erhielt er ein erstes Gastengagement am Hamburger Ohnsorg-Theater. Anschließend absolvierte er von 1979 bis 1983 eine Schauspielausbildung am Hamburger Schauspielstudio Frese. Danach hatte er verschiedene Theaterengagements. Maack ging zunächst mit einem Anfängervertrag an das Stadttheater Ingolstadt. Es folgten Gastverträge am Schlosstheater Celle und am Stadttheater Freiburg. 1985 spielte er in Wien am Theater in der Josefstadt unter der Regie von Klaus Emmerich die Rolle des Azolan in der österreichischen Erstaufführung des Theaterstücks Gefährliche Liebschaften von Christopher Hampton. Außerdem trat er in der Josefstadt als Valmont in Heiner Müllers Theaterstück Quartett auf.
1990 kehrte Maack nach Hamburg zurück, wo er weiterhin Theater spielte. Von 1991 bis 1994 war er in der Kulturfabrik Kampnagel unter anderem als Der Merkl Franz in Ödön von Horváths Theaterstück Kasimir und Karoline in einer Inszenierung von Thomas Mattschoß zu sehen. 1997 übernahm er, ebenfalls in einer Inszenierung von Thomas Mattschoß, den Fernando in dem Trauerspiel Stella von Johann Wolfgang von Goethe. 2002 spielte er am Theater N.N. in Hamburg in Patrick Süskinds Monolog Der Kontrabass. 2004 wirkte er beim Hamburger Jedermann in der Speicherstadt mit. An der niederdeutschen August-Hinrichs-Bühne in Oldenburg spielte er in der Spielzeit 2006/07 in Elling von Axel Hellstenius.
Erste Erfahrungen vor der Kamera machte Maack bereits in den 1980er Jahren. 1982 spielte er die Hauptrolle in der Komödie Herzlichen Glückwunsch. 1991 spielte er dann in dem Kinofilm Karniggels von Detlev Buck. 1992 hatte er eine Nebenrolle in Schtonk!.
Seit den 1990er Jahren ist Maack regelmäßig in deutschsprachigen Fernseh- und Filmproduktionen zu sehen. Er übernahm im Fernsehen mehrere durchgehende Serienrollen, wiederkehrende Episoden- und auch Gastrollen.
Besondere Bekanntheit beim Fernsehpublikum erlangte Maack durch zwei durchgehende Serienrollen in Produktionen des Zweiten Deutschen Fernsehens. Von 1995 bis 2007 spielte er in der Vorabendserie girl friends – Freundschaft mit Herz in über 80 Folgen an der Seite von Mariele Millowitsch und Walter Sittler den gutmütigen und verständnisvollen Portier Schmollke, in der Serie liebevoll „Schmolli“ genannt. 
Von Januar 2007 bis Februar 2024 hatte er eine darstellerisch ähnlich gelagerte Rolle in der ZDF-Serie Notruf Hafenkante. Dort war er als Polizeihauptkommissar Jörn Wollenberger, liebevoll „Wolle“ genannt, die „gute Seele“ des Polizeireviers.
Eine wiederkehrende Episodenrolle hatte Maack seit 2005 auch als Dr. Wilhelmy in der ARD-Fernsehserie Der Dicke.

## Filmografie (Auswahl)
- 1982: Herzlichen Glückwunsch
- 1991: Karniggels
- 1992: Deutschfieber
- 1992: Schtonk!
- 1994: Die Gerichtsreporterin
- 1995: Gegen den Wind
- 1995: Freunde fürs Leben
- 1995–2007: girl friends – Freundschaft mit Herz
- 1996: Doppelter Einsatz – Rallye mit Hindernissen
- 1998: Alphateam – Die Lebensretter im OP
- 1999: Hotel Elfie
- 1997–2000: Die Schule am See
- 2000: Polizeiruf 110: Ihr größter Fall
- 2000: Die Cleveren
- 2000: Großstadtrevier
- 2001: Nikola – Weihnachtsmuffel
- 2001: Adelheid und ihre Mörder
- 2001: Neues aus Büttenwarder (2 Folgen)
- 2001: Schutzengel gesucht
- 2001: SOKO Leipzig – Wilde Triebe
- 2001: Stubbe – Von Fall zu Fall: Tod eines Models
- 2001, 2003: Die Rettungsflieger
- 2003: Alarm für Cobra 11 – Die Autobahnpolizei
- 2005–2009: Der Dicke
- 2006: Mutterglück
- 2007–2024: Notruf Hafenkante (Fernsehserie)
- 2009: Die Rosenheim-Cops – Urlaubsreise in den Tod
- 2010: Tatort: Borowski und eine Frage von reinem Geschmack
- 2010: Die Pfefferkörner – Auf und davon
- 2016: Die Pfefferkörner – Im Schmetterlingsgarten[6]
- seit 2016: Die Kanzlei (Fernsehserie)
- 2018: Gladbeck
- 2018: Kroymann (Satiresendung, 1 Folge)
- 2019: In aller Freundschaft – Die jungen Ärzte – Auf Anfang
- 2022: SOKO Wismar – Hemingways Bauch
- 2024: Ich will mein Glück zurück (Fernsehfilm)